# Hrádek (Tasov)
Hrádek, auch Tasov (deutsch Hradek) ist die Ruine einer Feste in Tschechien. Sie liegt 400 m östlich des Zentrums von Tasov im Okres Žďár nad Sázavou.

## Geographie
Die Ruine der Niederungsburg befindet sich linksseitig des Baches Polomina an der Einmündung des Zážlebík in der Křižanovská vrchovina (Krischanauer Bergland).
Umliegende Ortschaften sind Lhotka im Norden, Holubí Zhoř und Březka im Osten, Čikov im Südosten und Tasov im Westen.

## Geschichte
Die Feste Hrádek wurde in der zweiten Hälfte des 14. Jahrhunderts östlich des Städtchens Tasov durch Besitzer der Herrschaft Tasov errichtet. Zu dieser Zeit war die Herrschaft durch Erbteilungen innerhalb der Adelsfamilie von Tasov und Meziříč stark zersplittert; der alte Herrschaftssitz – die Burg Tassenberg – lag außerhalb von Tasov an der Oslava.
Die erste schriftliche Erwähnung erfolgte 1390, als Jan Tas von Tasov seinen aus der Feste, einem Hof sowie zwei Feldern in Zhoř bestehenden Anteil dem Sezema von Tasov überschrieb. Etwa zu dieser Zeit erlosch die Burg Tassenberg. Im Jahre 1415 sind die Brüder Sezema und Smil von Tasov als Besitzer von Anteilen erwähnt; der größte Teil der ehemaligen Herrschaft einschließlich des Städtchens gehörte jedoch den Grundherren von Velké Meziříčí. 1437 nahm Sezemas Schwester Barbara ihren Mann Jan von Lipultovice auf die Feste mit Zubehör sowie das Dorf Zhoř in Gütergemeinschaft. 1445 wurde Sigismund von Chlewsko (Zikmund z Chlévského) mit der halben Feste, dem halben Brauhaus, einem Hof und den halben Dörfern Jedov, Neustift und Zhoř intabuliert; von Jan von Lipultovice erwarb er zwei Jahre später noch die andere Hälfte der Feste mit Zubehör. Im Besitz der Herren von Tasov befanden sich nur noch einige Freihöfe. Die Vladiken von Chlewsko bewohnten die Feste jedoch nicht und überließen sie dem Verfall; spätestens in der ersten Hälfte des 16. Jahrhunderts erlosch sie.
1568 veräußerte Magdalena von Chlewsko die wüste Feste Hrádek mit zwei Höfen, elf Insassen in Tasov sowie fünf in Zhoř an den Besitzer der Herrschaft Budišov, Jan Martinkovský von Rozseč. Dieser verkaufte 1572 die Herrschaft Budišov mit dem Gut Tasov sowie der wüsten Burg Dub, der wüsten Feste Hrádek und den Anteilen von Zhoř Holuby an den Besitzer der Herrschaft Meziříčí Wenzel Berka von Dubá und Leipa. Danach wurde die Feste nie wieder urkundlich erwähnt.

## Anlage
Die Feste wurde auf einer leichten Erhebung errichtet und war wahrscheinlich nach Norden und Westen hin durch Teiche geschützt. Auf dem Kartenblatt der Franziszeischen Landesaufnahme ist noch eine Teichstätte mit darüber führender Brücke eingezeichnet.
Erhalten sind der Torso des Wohnturmes sowie weitere geringe Reste von Mauern und Gräben. Die Ruine ist als Kulturdenkmal geschützt.